# Ciudad de Midas
Yazılıkaya (literalmente 'roca inscrita') o Midas Kenti (ciudad de Midas) es una pequeña aldea de la provincia de Eskişehir (Turquía) conocido por sus restos arqueológicos frigios y la inscripción que menciona a Midas.
Los restos antiguos son más conocidos como Monumento a Midas o Ciudad de Midas y anteriormente se identificaban como la tumba de Midas.
Yazılıkaya está a unos 27 km al sur de Seyitgazi, 66 km al sur de Eskişehir y 51 km al norte de Afyonkarahisar.

## Monumento de Midas

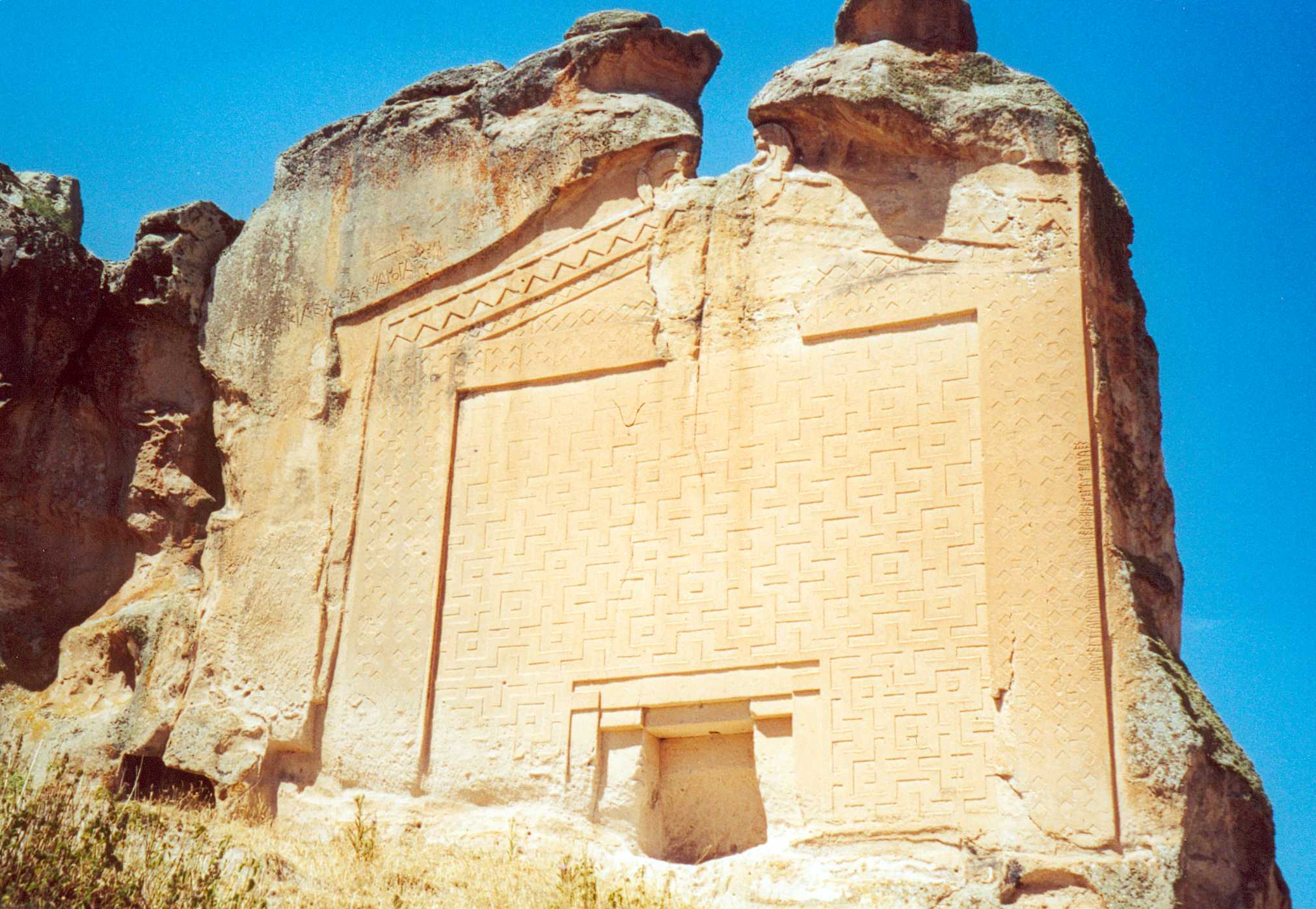
El monumento o tumba de Midas

La parte más prominente del Monumento a Midas es una alta fachada excavada en la roca con su decoración en forma de templo con su frontón y acrotera, revestido con terracota y con un nicho centrado en la parte inferior. Las paredes del nicho tienen un graffiti que dice MATAR (Madre, es decir, la diosa Cibeles) y probablemente tenía una estatua de Cibeles.
El monumento lleva una dedicatoria en frigio antiguo por Ates hijo de Arkias a Midas (ΜΙΔΑΙ ϜΑΝΑΚΤΕΙ), y probablemente data del siglo VII o VI a. C. La inscripción menciona a Midas con sus títulos: MIDAI LAVAGTAEI VANAKTEI, que probablemente significa "líder del pueblo" (lavagtei) y "gobernante" (vanaktei, título real que aparece en griego como (w)anax). La inscripción es:

ATES... MIDAI LAVAGTAEI VANAKTEI EDAES

Ates.... ha dedicado [este monumento] a Midas, lavagtas y vanax.

## Historia de la excavación
El sitio fue excavado por el Instituto Arqueológico Francés justo antes y después de la Segunda Guerra Mundial y también en la década de 1990 por el Museo Eskişehir.

## Galería

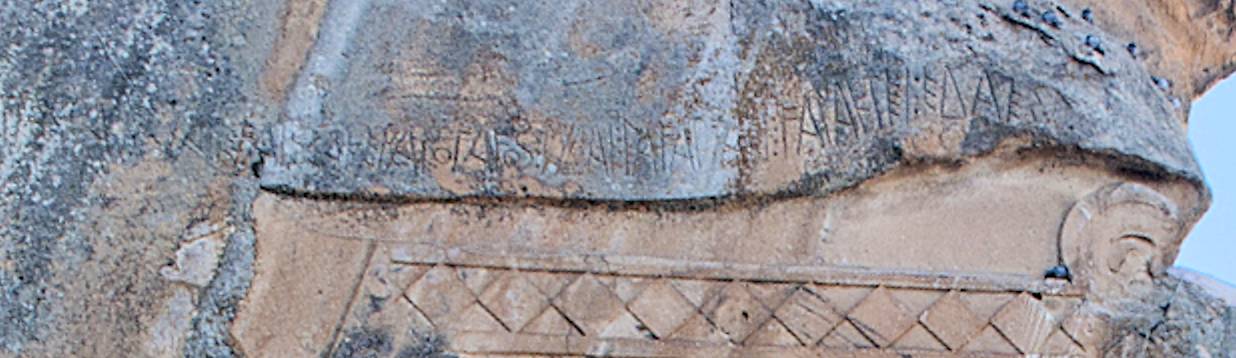
La inscripción de Midas sobre la cornisa, reza ATES. . . MIDAI LAVAGTAEI VANAKTEI EDAES 'Ates .... ha dedicado [este monumento] a Midas, líder del pueblo y gobernante'.
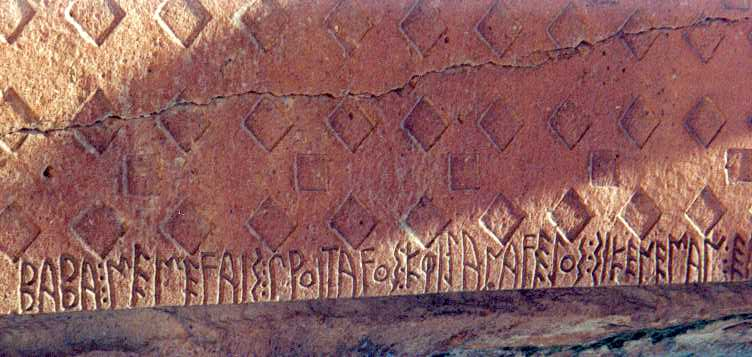
Parte de la inscripción lateral, que dice ΒΑΒΑ: ΜΕΜΕϜΑΙΣ: ΠΡΟΙΤΑϜΟΣ: ΚΦΙJΑΝΑϜΕJΟΣ: ΣΙΚΕΝΕΜΑΝ: ΕΔΑΕΣ 'Baba, consejero, líder de Tyana, dedicó este nicho'.
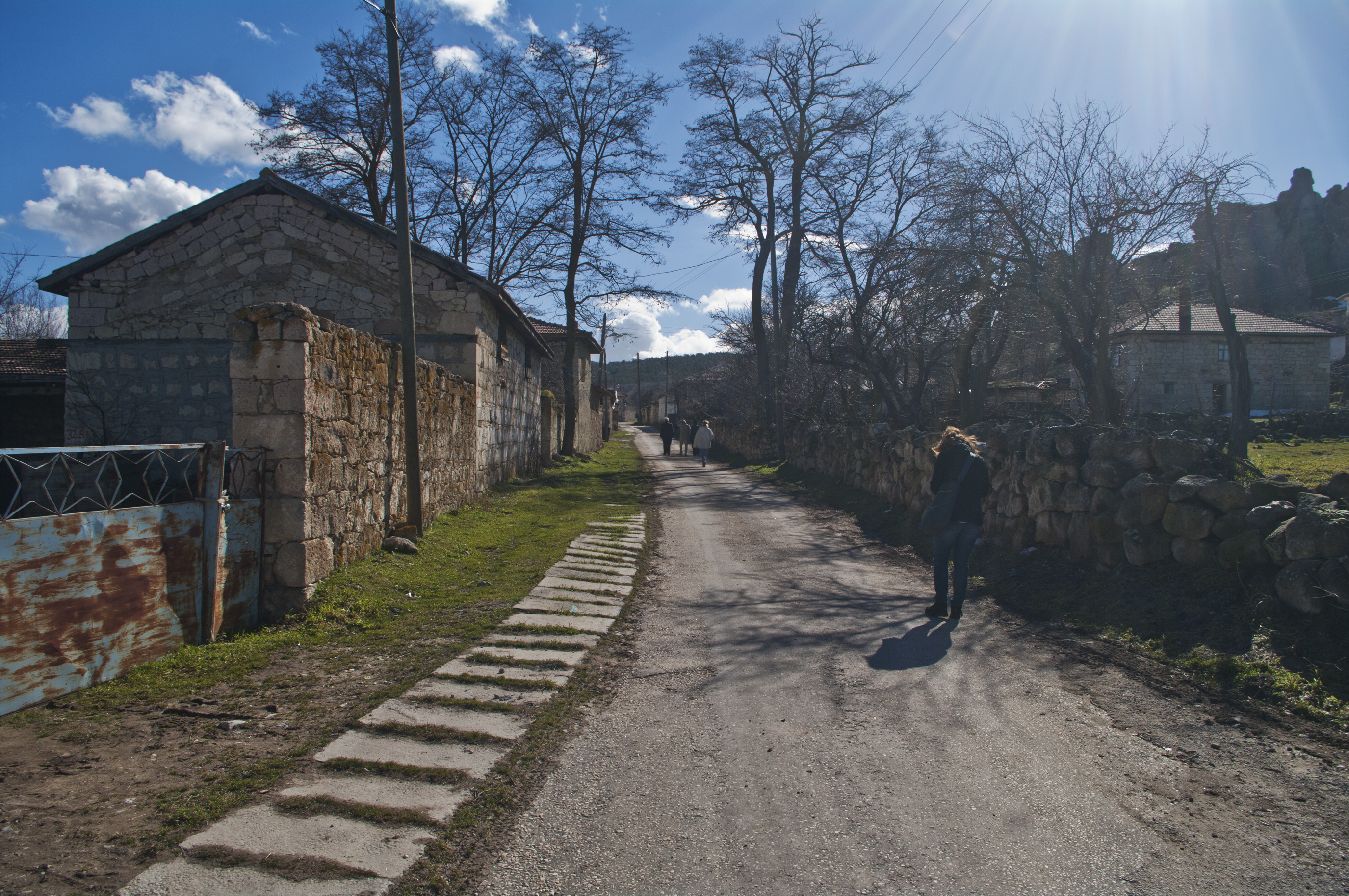
Calle en la aldea de Yazılıkaya